# Ibura
O Ibura é um bairro do Recife, Pernambuco, Brasil, localizado numa região de morros e ladeiras.

## História
No local onde hoje se situa o bairro do Ibura existiu o Engenho Ibura, no século XIX.
O nome, originário da língua tupi, significa "água que arrebenta", possivelmente em decorrência de fontes de água existentes na localidade. Uma dessas fontes, denominada "Bica dos Milagres", existente na Vila dos Milagres, na margem da BR-101, é muito procurada pelos moradores e viajantes para abastecimento de água potável.
Na década de 1940 foi construído um campo de pouso de aeronaves, denominado Campo do Ibura, que originou o atual Aeroporto Internacional dos Guararapes. O espaço conhecido popularmente como Ibura de Cima, na realidade corresponde ao bairro da Cohab, desmembrado e independente do Ibura desde 1988 e parte do Barro. Enquanto o Ibura de Baixo corresponde ao bairro atualmente denominado apenas de Ibura.
Áreas pertencentes ao bairro do Ibura:
- Vila do Sesi
- Parque da Aeronáutica
- Alto da Bela Vista
- Mata do Engenho Uchôa
- Aeroporto Internacional dos Guararapes /Gilberto Freire/Recife
- Margem direita da Avenida Recife(sentido Areias-Boa Viagem), desde a ponte do Caçote até após o Restaurante Sal e Brasa, na curva para a Avenida Marechal, Mascarenhas de Moraes
- Base Aérea do Recife

## Demografia
Segundo o último censo de 2010, o bairro do Ibura, com 1.019 hectares, possui 50.617 habitantes, apresentando uma densidade demográfica de 49.67 hab/ha. Este bairro apresenta também, o menor Índice de Desenvolvimento Humano da cidade do Recife, sendo que em 2010 o seu IDHM era de apenas 0,772.
| População por sexo |        | %     |
| Masculina          | 23.833 | 47,08 |
| Feminina           | 26.784 | 52,92 |

| População por faixa etária | hab    | %     |
| 0 – 4 anos                 | 3.592  | 7,1   |
| 5 – 14 anos                | 8.958  | 17,7  |
| 15 – 17 anos               | 2.743  | 5,42  |
| 18 – 24 anos               | 6.033  | 11,92 |
| 25 – 59 anos               | 24.881 | 49,16 |
| 60 anos e mais             | 4.410  | 8,7   |

| População por cor ou raça3 | %     |
| Branca                     | 33,2  |
| Preta                      | 8,22  |
| Parda                      | 57,31 |
| Amarela                    | 1,08  |
| Indígena                   | 0,19  |

Taxa de Alfabetização da População de 10 anos e mais (%)4: 91,6
Taxa Média Geométrica de Crescimento Anual da População (2000/2010): 1,48 %
Densidade Demográfica (habitante/hectare): 49,69
Domicílios (n°) 5: 15.078
- Média de moradores por domicilio (habitante/domicílio): 3,4
- Proporção de Mulheres Responsáveis pelo Domicílio (%): 43,72
- Valor do Rendimento Nominal Médio Mensal dos Domicílios6: R$ 1.180,16

## Religião
O Ibura se destaca no Recife por ser um dos únicos bairros da capital que possui maioria evangélica, cerca de 45% dos moradores são de origem evangélica. A igreja que possui mais fiéis é a Assembleia de Deus, que tem 8.113 membros no bairro, em seguida vem a igreja batista que tem 5.104, a Igreja Universal 2.042, a Congregação Cristã no Brasil com 868, Igreja Mundial com 770, Igreja Adventista com 656. As outras igrejas juntas correspondem a mais 3 mil pessoas.
A igreja Católica possui várias pequenas capelas e igrejas no bairro, os católicos representam 42% da população residente no bairro. Os testemunhas de Jeová representam 0,7% e os mórmons 1,4%.
Também é grande o número de Espíritas, cerca de 4% da população, e o numero de pessoas sem religião, cerca de 8%